# ریچارد دیوید بارنت
ریچارد دیوید بارنت (انگلیسی: Richard David Barnett; ۲۳ ژانویهٔ ۱۹۰۹ – ۲۹ ژوئیهٔ ۱۹۸۶) انسان‌شناس، و باستان‌شناس اهل بریتانیا بود.